# Myrmarachne laeta
Myrmarachne laeta är en spindelart som först beskrevs av Tord Tamerlan Teodor Thorell 1887.  Myrmarachne laeta ingår i släktet Myrmarachne och familjen hoppspindlar. Inga underarter finns listade i Catalogue of Life.